# Albert Moeser
Georg Friedrich Albert Moeser (født 7. maj 1835 i Göttingen, død 27. februar 1900 i Dresden) var en tysk digter.
Moeser studerede først jura, derefter filosofi og filologi og blev 1862 lærer ved det Krauseske Institut i Dresden. Han fik derpå ansættelse i Bielefeld, men vendte tilbage til Dresden, hvor han 1882—1895 var knyttet som overlærer til det Wettinske Gymnasium. Han var en smagfuld og formbehersket lyriker, der udgav en række digtsamlinger, som Gedichte (1864), Neue Sonette, Nacht und Sterne, Schauen und Schaffen, Singen und Sagen, Aus der Mansarde. Hans digte farves ofte af elegiske stemninger og pessimistiske anskuelser. Han stod Hamerling nær. Blandt hans oversættelser må især mærkes arbejder af Pol de Mont.